# Keleti-főcsatorna

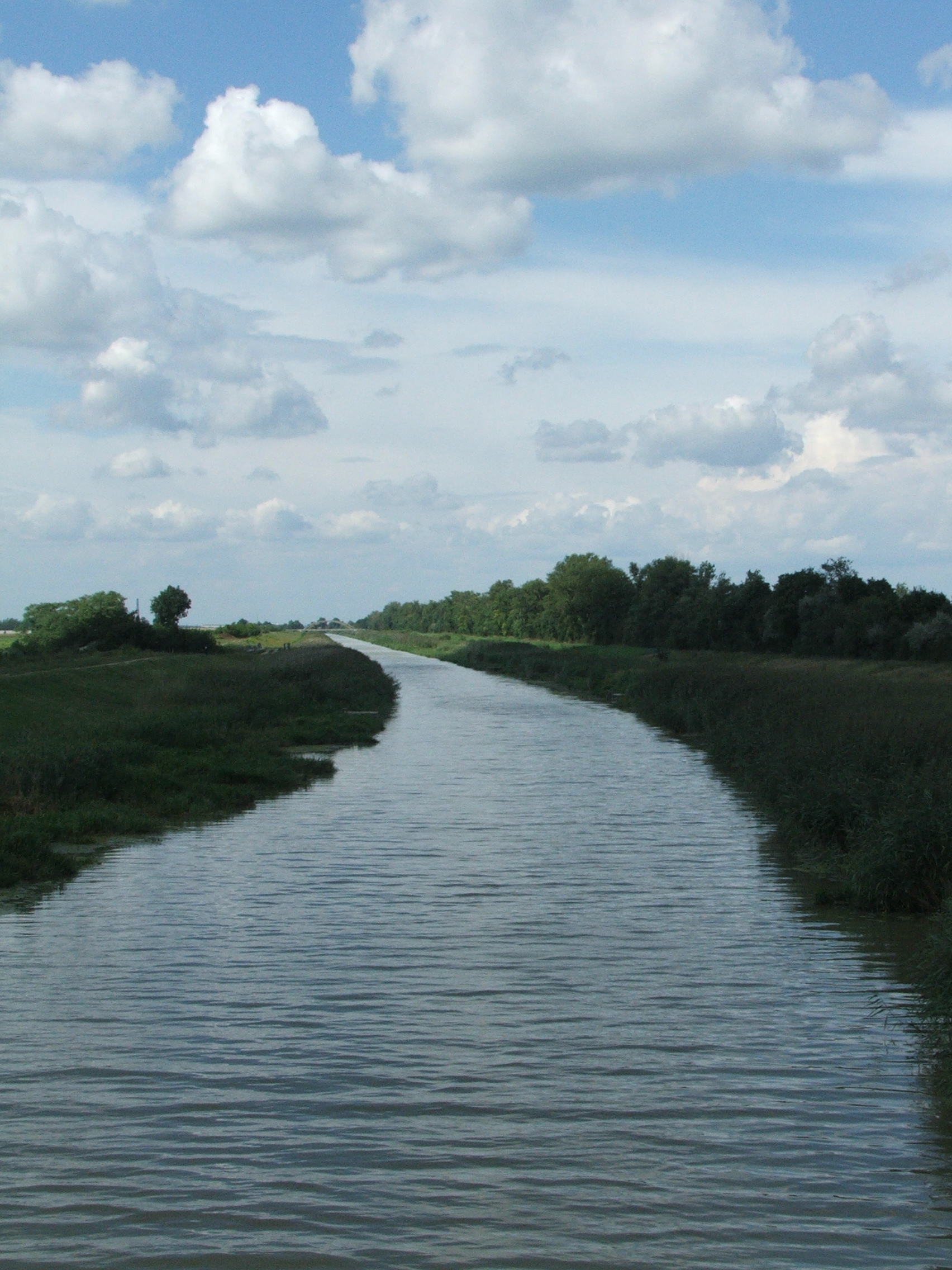
A Keleti-főcsatorna Hajdúnánás közelében

A Keleti-főcsatorna 98 km hosszú csatorna Tiszalök (Tisza) és Bakonszeg (Berettyó) között. A Tiszántúl vízgazdálkodását segítő csatornarendszer fontos része, a csatornában szállított vizet többek között mezőgazdasági területek öntözésére, halgazdaságok fenntartására, lakossági és ipari igények kiszolgálására, valamint a Körös-mente vízhiányának mérséklésére használják. Eredetileg hajózási funkciót is szántak neki, azonban a csatornán végül nem épült meg a hajózást kiszolgáló műtárgyak egy része.
A csatornát több mint két évszázaddal az első tervek felmerülése után, 1956-ban nyitották meg. Ma közvetlen gazdasági jelentősége mellett természetvédelmi szempontból is fontos, otthont ad a Tisza-vidék szennyezésre érzékeny halfajainak is.

## Története

### Korai tervek
1727-ben Ternyey János főintézőt egy Tiszadobnál kiinduló, a Méhes-ér, a Vörösnádasfok és Mélyvölgy nevű vízereken át a Debrecen melletti Szepes pusztán húzódó, majd a Berettyón át a Sárrétig haladó hajózható csatorna megvalósítási terveinek kidolgozásával bízta meg a Magyar Királyi Kamara. A tervek el is készültek, azonban a csatorna nem épült meg 1764 után sem, amikor ismét felvetődött a csatornaépítés gondolata. Ezekkel a tervekkel elsősorban a sószállítást szerették volna könnyebbé tenni a korszakban mocsaras területen.
Az 1863-as aszályt követően már öntözőcsatorna építése került szóba. Herrich Károly miniszteri tanácsos három tervet dolgozott ki, mindhárom csatorna a mai Keleti-főcsatornához hasonlóan Tiszalöknél indult volna, azonban déli végpontja Öcsödnél, Mezőtúrnál vagy Gyománál lett volna. Herrich terveiben még nem, de az évtized második felében felszólaló mérnökök (James Abernethy és Benedek Pál) javaslataiban már szerepelt egy tiszai duzzasztómű terve is.
A következő viszonylag csapadékosabb évtizedek alatt azonban lassan feledésbe merültek ezek a törekvések, azokat csak a 20. század elején elevenítették fel. Egy 1907-ben született terv szerint 157 km-es öntöző- és hajózócsatornát építettek volna a Hajdúháton. Ennek 10,7 m³/s-os vízhozama 11 500 ha öntözését tudta volna biztosítani, és évi 1 millió tonna áru vízi szállítására lett volna alkalmas.
A trianoni béke után attól tartottak, hogy egy aszályos év - amely az Alföld Magyarországon maradt területeit súlyosabban érintette, mint a viszonylag kiegyensúlyozott termést hozó Bácskát és Bánátot - éhínséget zúdítana Magyarországra. 1922-ben Czverdely-Trummer Árpád irodája állt elő egy tervvel, mely szerint a hajózó csatorna 160 km-es hosszúságú lett volna 40 m³/s vízátbocsátással és 95 000 ha terület öntözését biztosította volna. Tíz évvel később Ruttkay Udó dolgozott ki tervet egy 136 km hosszú, 110 m³/s vízhozamú csatornára, mely szerinte 806 ezer hektár öntözéséhez szállított volna elegendő vizet - ezt azonban kortársai felelőtlen becslésnek tartották.
1935. október 20-án újabb tervezőbizottság kezdte meg a munkáját, munkájuk - a B változat - nyomán megszületett a mai csatornarendszer alapja. A tervben szerepelt egy Tiszalök feletti duzzasztómű hajózsilippel. Itt indult volna a 102 km hosszú I. számú főcsatorna, amely Hajdúnánás, Balmazújváros, Hajdúszoboszló, Földes útvonalon vezetett volna a Kék-Kállóig, amelyet Bakonszegnél ért volna el. A 60 m³/s kapacitású I. főcsatornából Bűdszentmihálynál ágazott volna ki a II. számú, amely a Hortobágy völgyében haladt, majd egy víztározóban végződött volna - ez utóbbi a Kunkápolnás mocsarak helyén létesült volna. A csatornarendszer kiegészítéseként négy, összesen mintegy 220 millió m³ kapacitású tároló megépítése is felmerült.

### A csatorna építése
Ezeknek a terveknek a részletezését követően indult meg az építkezés 1941. augusztus 8-án, a 21,1 - 44,9 km közötti szelvényekben. 1944 végére elkészült a Hajdúnánás-Balmazújváros közötti 20,4 km-es szakasz, a munkálatok a második világháború miatt félbemaradtak és azokat csak 1951-ben kezdték újra.
1951-1954 között a mű 0–45 km-ig terjedő szakasza teljes szelvénnyel, 45–60 km-ig félszelvénnyel épült meg. A csatorna kiásásához 9 millió köbméter földet kellett megmozgatni, amihez többek között sínen járó merítékkotrós kotrógépet (UM-2 típus) is bevetettek.
A csatornát 1956 júliusára sikerült megépíteni, 14-én ünnepelték meg a munkálatok befejezését. Az átadási ünnepségen Erdei Ferenc, a minisztertanács elnökhelyettese avatta fel.
1967 után épült a Nyugati-főcsatorna beeresztő zsilip Tiszavasvárinál.
Bár a hajózóút kiépült, a hajózsilipek azonban nem, ezért a csatorna nem hajózható. Bár az 1970-es években megépült a balmazújvárosi hajózsilipen a felső fő, de ezáltal csak Tiszalökig vált lehetővé a hajózás, így ennek a szakasznak a kihasználtsága elenyésző.

### A 2000-es évi ciánszennyezésben
2000. január végén-február elején a Tiszán levonuló cianid- és nehézfémszennyezés megérkezésekor a főcsatorna tiszalöki zsilipje nem tudta kizárni a ciánt, és az alvízi oldalon is megemelkedett annak koncentrációja. Ezt látva a torkolatban 24 órán belül szádfalas elzárást építettek, amivel sikerült elérni, hogy a nem sokkal később odaérkező nehézfémszennyezés már nem jutott be a csatornába. A cianidtartalmú vizet a Nyugati-főcsatornán és a Halastói-tápcsatornán át vezették vissza a Tiszába.

## Műszaki jellemzői
A csatorna 98 km hosszú, három bögére tagolódik. Szélessége kb. 25–30 m, mélysége 4,2 m, 3,3 m és 2,3 m, bögénkénti sorrendben. Maximális kezdeti vízáteresztő képessége 60 m³/s, ami Bakonszeghez érve kb. 15 m³/s-ra csökken. Vizét a tiszalöki vízlépcsőnek köszönhetően gravitációs úton nyeri a Tiszából.
A csatorna felett húsz, közel egyforma vasbeton vonókábeles híd ível át, ezek fesztávolsága 45 és 60 méter közötti. A főcsatorna alatt 10 bújtató a belvízi vízfolyásoknak, valamint 9 darab mellékcsatorna vízkivételi műtárgy készült el.

### Hídjai[6]

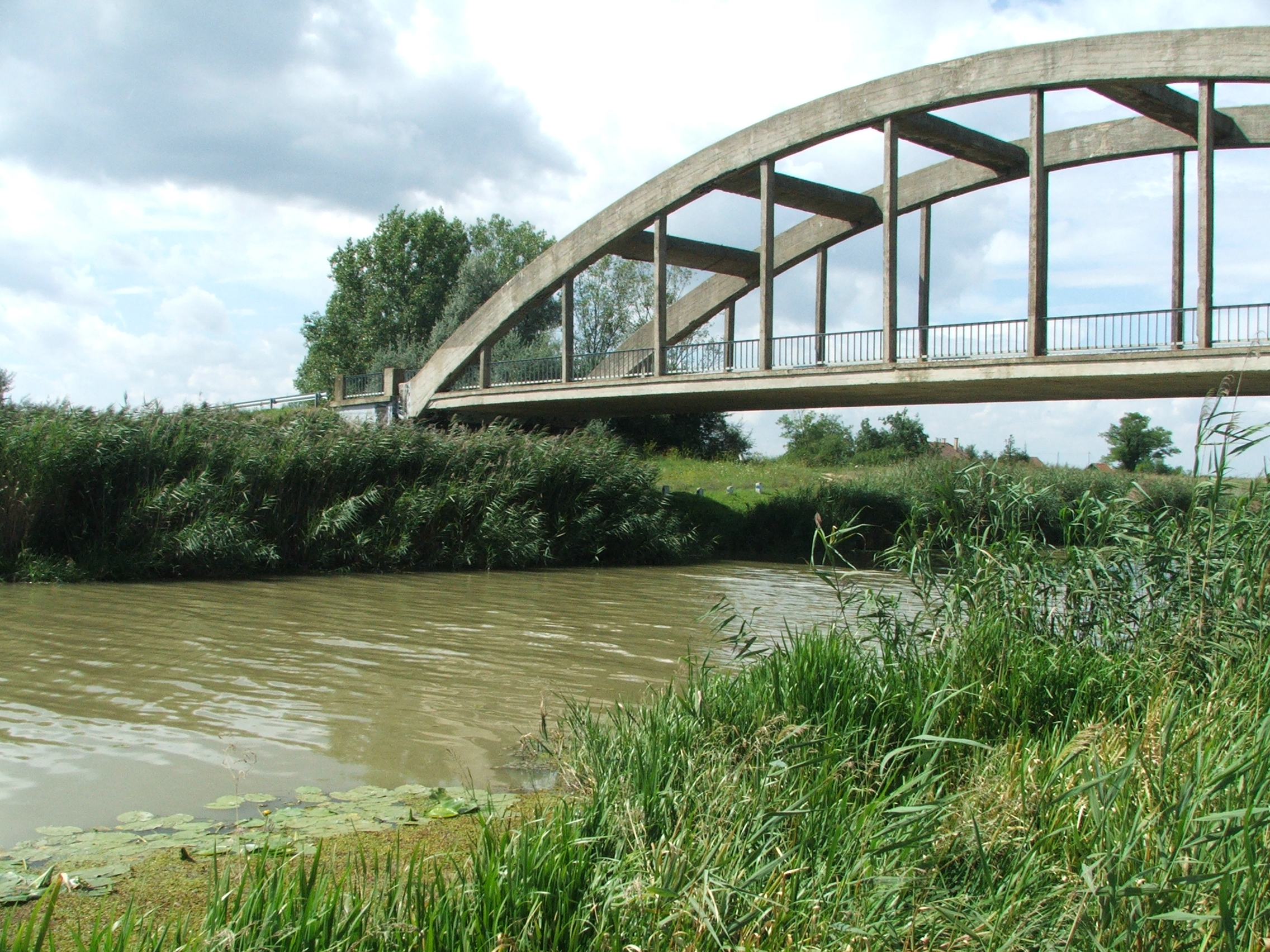
A 3508-as út hídja a főcsatorna fölött

- 1. sz. Keleti-főcsatorna-híd - az Ohat-Pusztakócs–Görögszállás-vasútvonal hídja Tiszalöknél
- Bocskai híd - a 3612-es út hídja az előbbi közelében
- 3. sz. Keleti-főcsatorna-híd - a 3631-es út hídja Tiszavasvárinál
- Szent Mihály híd - a 36-os főút hídja ugyanott
- Macsuga híd - agy számozatlan, alsóbbrendű út hídja Tiszavasvári déli külterületei között
- 6. sz. Keleti-főcsatorna-híd - egy hasonló híd Hajdúnánás határában
- Az M3-as autópálya hídja ugyanott
- 7. sz. Keleti-főcsatorna-híd - a 3501-es út hídja ugyanott
- Csengei híd - a 3508-as út hídja ugyanott
- Az M35-ös autópálya hídja Hajdúböszörménynél
- 11. sz. Keleti-főcsatorna-híd - a 35-ös főút hídja ugyanott

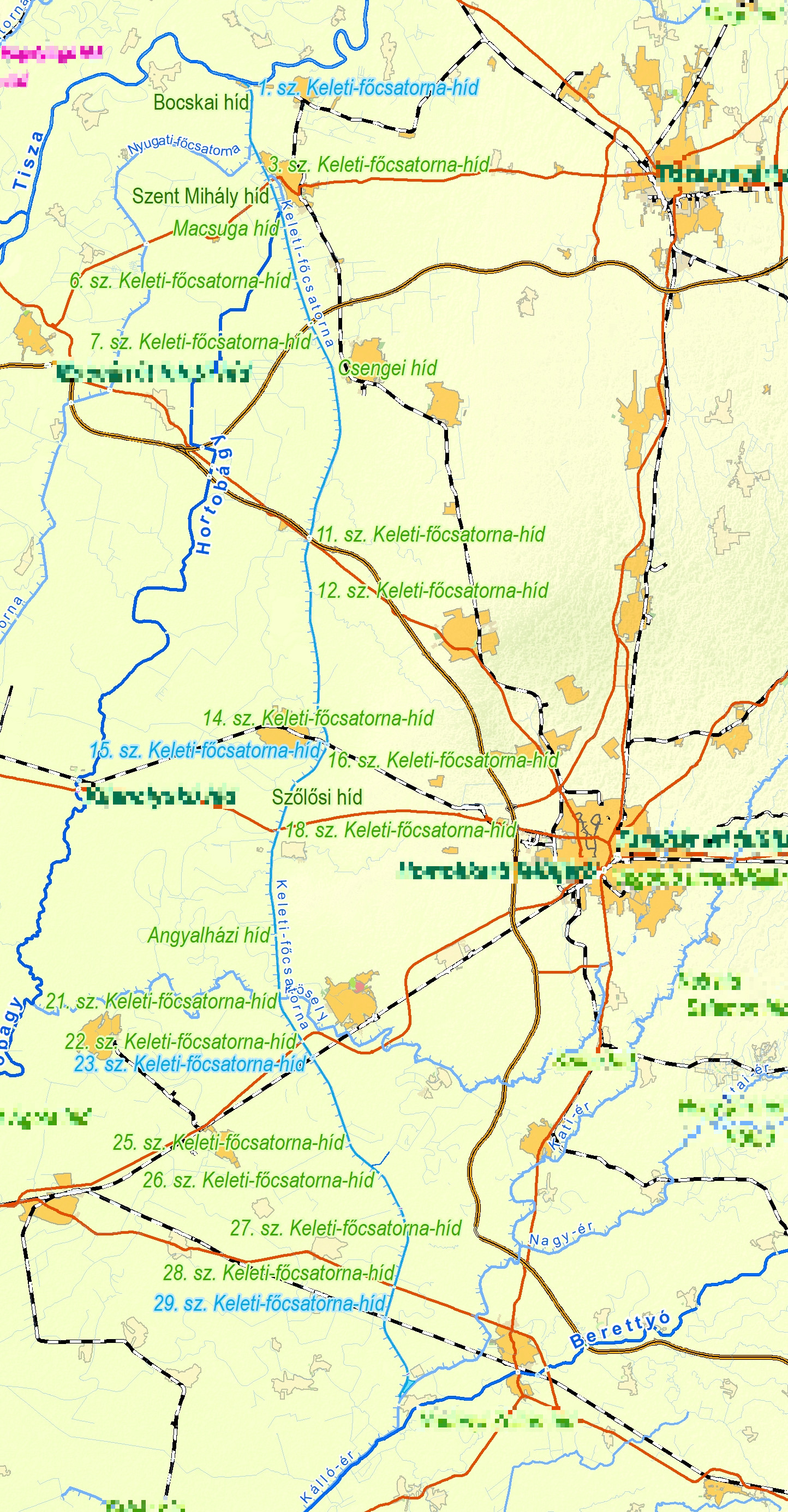
A Keleti-főcsatorna hídjai.

- A Keleti-főcsatorna hídjai.12. sz. Keleti-főcsatorna-híd - egy mezőgazdasági út hídja Hajdúböszörmény déli határában
- 14. sz. Keleti-főcsatorna-híd - a 3323-as út hídja Balmazújvárosnál
- 15. sz. Keleti-főcsatorna-híd - a Debrecen–Füzesabony-vasútvonal hídja ugyanott
- 16. sz. Keleti-főcsatorna-híd - a 3316-os út hídja ugyanott
- Szőlősi híd - a 3321-es út hídja ugyanott
- 18. sz. Keleti-főcsatorna-híd - a 33-as főút hídja Nagyhegyesnél
- Angyalházi híd - egy mezőgazdasági út hídja Hajdúszoboszló határában
- 21. sz. Keleti-főcsatorna-híd - a 3406-os út hídja ugyanott
- 22. sz. Keleti-főcsatorna-híd - a 4-es főút hídja ugyanott
- 23. sz. Keleti-főcsatorna-híd - a Budapest–Záhony-vasútvonal hídja ugyanott
- 25. sz. Keleti-főcsatorna-híd - a 4802-es út hídja Tetétlen és Hajdúszovát határán
- 26. sz. Keleti-főcsatorna-híd - a 4805-ös út hídja Földes határában
- 27. sz. Keleti-főcsatorna-híd - a 4803-as út hídja ugyanott
- 28. sz. Keleti-főcsatorna-híd - a 42-es főút hídja Berettyóújfalunál
- 29. sz. Keleti-főcsatorna-híd - a Püspökladány–Biharkeresztes-vasútvonal hídja ugyanott

## Földrajza
A csatorna Tiszalöknél indul, majd dél felé, a Hortobágy peremén halad Tiszavasvári, Hajdúnánás, Balmazújváros, Nagyhegyes, Balmazújváros érintésével Bakonszegig. Részben agyagos, részben homokos területeken halad át, melyeket nagyrészt szántóként vagy legelőként hasznosítanak.
A csatorna megépítését követően fasorokat és erdősávokat is telepítettek a csatorna partján, és ezzel az erdőben szegény alföldi területen mintegy 550 ha erdősítésére került sor.

## Élővilága

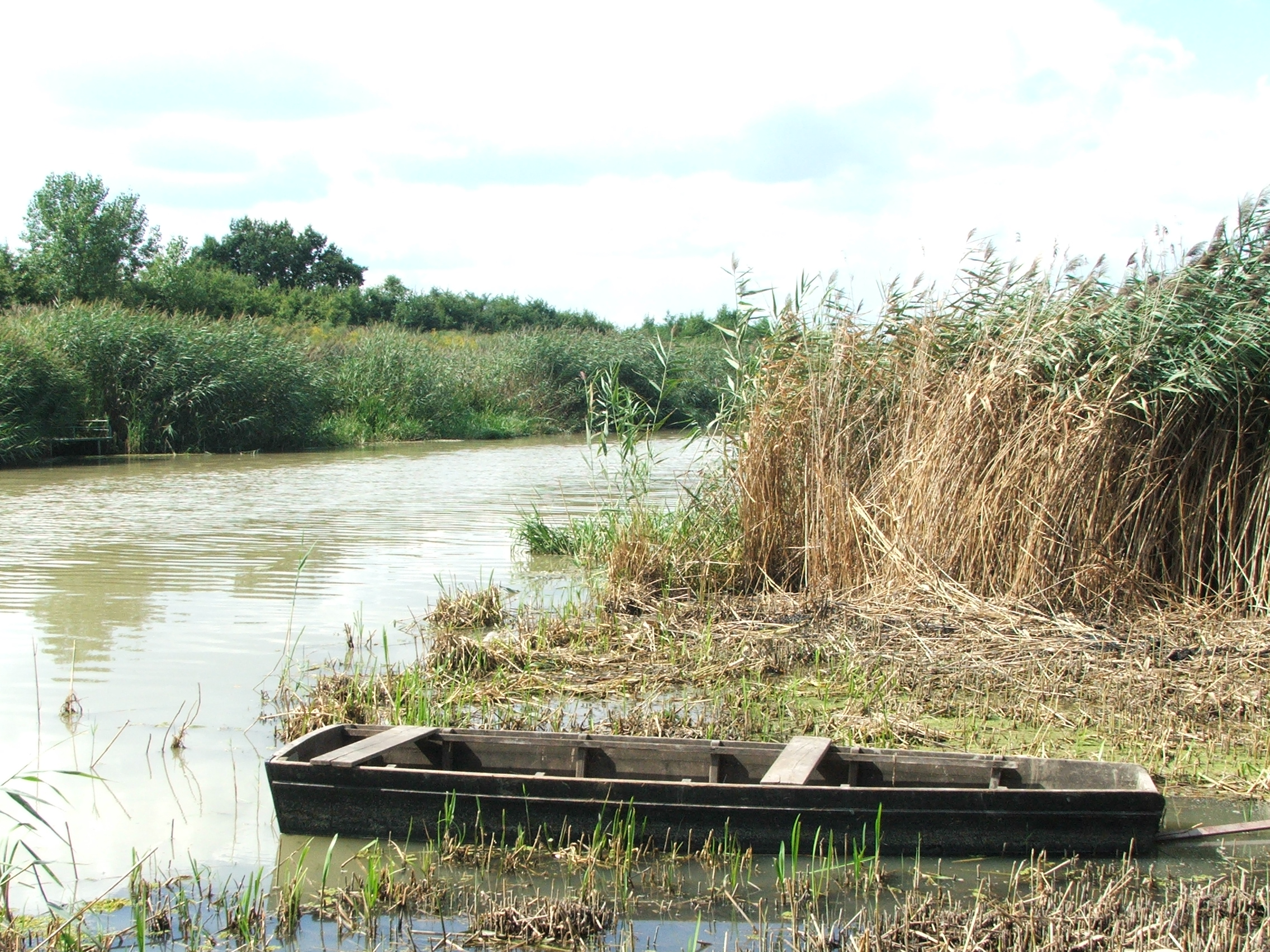
A főcsatorna partja Hajdúnánás közelében

Növényzetére jellemző teljes hosszon a padka növényszegélye, amelyben a nád dominál, de gyakori még a harmatkása (Glyceria maxima) és főleg az alsó szakaszon a különböző gyékény fajok (Typha angustifolia, T. latifolia, T. laxmanni). Különböző gyökerező- és lebegő hínárállományok élnek a padkán és kisebb részben a mederrézsün (Nuphar luteum, Sparganium erectum szubmerz hajtásai, Potamogeton nodosus, Ceratophyllum demersum, Hydrocharis morsus-ranae, Spirodela polyrrhiza). A főcsatorna alsóbb szakaszain növekszik a hínárborítás.
Kiváló vízminőségének és a Tisza közelségének köszönhetően a halfajok száma igen magas, összesen 42 faj előfordulásáról van tudomásunk a Keleti- és Nyugati-főcsatornában. Teljes szakasza a dévér szinttájhoz tartozik, így domináns fajai is ezek jellemző fajai közül kerülnek ki, de kisebb számban előfordulnak reofil és stagnofil elemek is. Megtalálható itt reofil fajok közül a márna, a szilvaorrú keszeg, a paduc, a magyar bucó és a kősüllő, valamint a stagnofil lápi póc, széles kárász és réti csík.

## Gazdasági jelentősége
A csatorna által szállított víz éves felhasználása:
- öntözés 8-20 millió köbméter
- halastavak 50-100 millió köbméter
- ipari 20-30 millió köbméter
- kommunális 3-4 millió köbméter
- ökológiai 15-20 millió köbméter
- vízátadás 250-300 millió köbméter

### Ivóvízbázis
Fontos ivóvízbázis, a közvetlenül mellette fekvő települések mellett Debrecen ivóvízellátásához is hozzájárul.

### Öntözés
A csatorna építésének legfontosabb célja az öntözés biztosítása volt. Az 1960-as évek közepétől épültek meg a nagyhegyesi, a hajdúszováti és hajdúnánási esőztető öntözőfürtök, amelyekkel körülbelül 6 ezer hektár terület öntözése vált lehetővé. Az 1976 és 1981 között a Hajdúhátsági Többcélú Vízgazdálkodási Rendszer (HTVR) első ütemében megépített 7 km-es nyomóvezeték újabb területeken tette elérhetővé a csatorna vizét öntözési célra. A HTVR eredetileg 30 ezer hektár öntözését tette volna lehetővé, azonban a második és harmadik ütem pénz hiányában nem épült meg. A rendszer megépítésére azért volt szükség, mert a csatorna, mely a Hortobágy peremén halad, gravitációs úton nem tudja ellátni a magasabban fekvő Hajdúhátot öntözővízzel.

### Belvízelvezetés
A Keleti-főcsatorna a mellette elterülő földek belvízének elvezetésére is lehetőséget biztosít (különösen a Kösely és a Füjéri öblözet esetében), azonban az ivóvíz védelme érdekében ezt a lehetőséget csak korlátozottan használják ki.

### Halgazdaságok és horgászat
A Keleti-főcsatorna mintegy 17 000 hektár halastavat lát el vízzel, emellett jelentős számban vonz horgászokat is, köszönhetően halakban gazdag vizének.

### Idegenforgalom, kikapcsolódás
A csatorna partját jó időben horgászok mellett kerékpárosok is szívesen felkeresik, emellett a Hajdúhátsági Többcélú Vízgazdálkodási Rendszer keretében kialakított, a csatorna vizével táplált Debrecen környéki tavak (Macsi-Balcsi, Látóképi-tó) kedvelt pihenőhelyek. Nagyobb települések és forgalmas főutak közelében a csatorna partjára nyaralók, horgásztanyák épültek.